# Chloroclystis brunneata
Chloroclystis brunneata là một loài bướm đêm trong họ Geometridae.